# Den danske Præsteforening
Den danske Præsteforenings (Præsteforeningen) formål er at varetage de faglige uddannelsesmæssige, tjenstlige og økonomiske interesser for Den danske Folkekirkes præster samt for foreningens øvrige medlemmer.
Foreningen er stiftet den 14. oktober 1896. Medlemstal er pr. 1. januar 2007, 3.601. 

## Foreningens struktur
Foreningen er bygget op med et repræsentantmøde, hovedbestyrelse samt geografisk opdelte medlemskredse. 
Repræsentantmødet er øverste myndighed, hovedbestyrelsen og sekretariatet forestår foreningens daglige ledelse og arbejde.
Sekretariatet beskæftiger i alt 10 medarbejdere, heraf 5 sagsbehandlere.

## Hovedopgave
Præsteforeningens hovedopgave er at forhandle løn og ansættelsesvilkår. Dels ved generelle forhandlinger for større grupper af medlemmer, dels ved individuel rådgivning og bistand. 
Præsteforeningen er via TOAC tilsluttet Akademikerne.

## Ekstern henvisning
- Den danske præsteforenings hjemmeside Arkiveret 5. juli 2007 hos  Wayback Machine